# Maassenia
Maassenia é um gênero de mariposa pertencente à família Bombycidae.